# Apistotes
Apistotes is een geslacht van kevers uit de familie  
kniptorren (Elateridae).
Het geslacht is voor het eerst wetenschappelijk beschreven in 1906 door Handlirsch.

## Soorten
Het geslacht omvat de volgende soort:
- Apistotes purbeccensis (Giebel, 1856)